# (37036) 2000 UA20
2000 UA20 (asteroide 37036) é um asteroide da cintura principal. Possui uma excentricidade de 0.08059230 e uma inclinação de 15.47975º.
Este asteroide foi descoberto no dia 24 de outubro de 2000 por LINEAR em Socorro.